# Kim You-Young
Kim You-Young ist eine koreanische Bratschistin.
Kim studierte am Curtis Institute of Music und erwarb den Mastergrad an der Juilliard School of Music. Sie trat u. a. beim Kneiselhall Festival, dem Henry Mancini Festival, dem Malta International Music Festival, der Mark O’Connor’s String Conference und dem La Jolla Music Festival auf und arbeitete mit Ensembles wie dem New York String Ensemble, Colin und Eric Jacobsens Kammerorchester The Knights und dem JK Ensemble zusammen.
Als Solistin Kammermusikerin verbindet sie unterschiedlichste musikalische Stilrichtungen und Traditionen. So trat sie mit dem Klezmermusiker Yale Strom, dem Turntablisten DJ Radar auf und ist Mitglied von Yo-Yo Mas Silk Road Ensemble. 2008 wirkte sie am Album Yo-Yo Ma & Friends: Songs of Joy & Peace mit.